# Тополчани
Тополчани (мкд. Тополчани) су насеље у Северној Македонији, у јужном делу државе. Тополчани припадају општини Прилеп.
Тополчани су до 2004. године били седиште истоимене општине, која је потом прикључена општини Прилеп.

## Географија
Насеље Тополчани су смештени у јужном делу Северне Македоније. Од најближег већег града, Прилепа, насеље је удаљено 18 km југозападно.
Тополчани се налазе у средишњем делу Пелагоније, највеће висоравни Северне Македоније. Село је смештено у средишњем делу поља, а најближа планина је Селечка планина, 10 km источно. Јужно од села протиче Црна река. Надморска висина насеља је приближно 610 метара.
Клима у насељу је континентална.

## Историја
У месту је радила српска народна школа у периоду 1852-1881. године. После прекида, наставила је просветни рад 1898. године. Савиндан је 1899. свечано прослављен, а кумовао је Цветко, син школског настојатеља Тасе Карабеловића. Када је 1900. године прослављана школска слава Св. Сава, кумовао је и резао колач домаћин Петар Балабановић. Литију од цркве до школе предводио је парох поп Јован поп Алексовић. Учитељ тадашњи Живко Грујић одржао је светосавску беседу.

## Становништво
По попису становништва из 2002. године Тополчани су имали 449 становника.
Претежно становништво у насељу су етнички Македонци (100%).
Већинска вероисповест у насељу је православље.